# Tutte le sfumature di Viola
Tutte le sfumature di Viola è un album (uscito in formato digitale) della cantante italiana Viola Valentino pubblicato dall'etichetta musicale Universal. Contiene l'inedito Dimmi dammi dimmi scritto da Cristiano Malgioglio, nuove versioni di successi dell'artista e quattro cover: Che m'importa del mondo, La battaglia, La mia storia tra le dita e Albachiara.

## Tracce
1. Comprami (Feat. Lallo) (Minellono, Brioschi)
2. Acqua fuoco aria terra (Martone)
3. Aspettando Elia (Marsili)
4. Un miraggio (Gallo, Rosati)
5. La surprise de l'amour (Camerini, Spinosa)
6. Daisy (Angelosanti, Morettini)
7. Domani è un altro giorno (Gallo)
8. Il cielo (Cosentino, Trentacarlini)
9. Misteriosa luce (Pieroni, Bella)
10. Come quando fuori piove (Marsili)
11. Perduto amore (Gallo, Rosati)
12. Che m'importa del mondo (Migliacci, Bacalov)
13. La battaglia (Mogol, Bella)
14. Dimmi dammi dimmi (C. Malgioglio) (inedito)
15. La mia storia tra le dita (G. Grignani)
16. Albachiara (V. Rossi)